# Brooks County (Georgia)
Brooks County is een county in de Amerikaanse staat Georgia.
De county heeft een landoppervlakte van 1.278 km² en telt 16.450 inwoners (volkstelling 2000). De hoofdplaats is Quitman.

## Bevolkingsontwikkeling

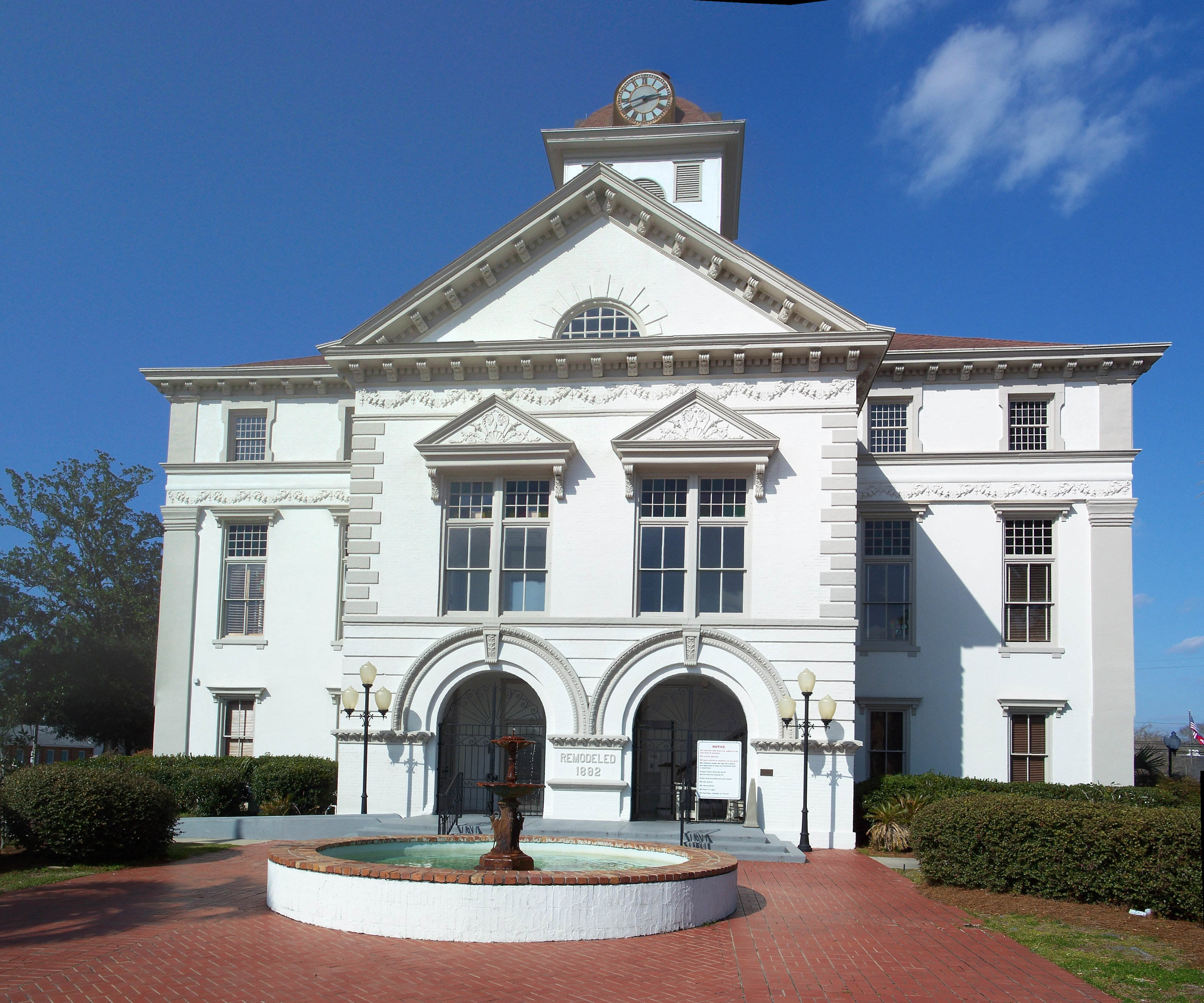
Brooks County Courthouse